# 索尼奥林巴斯医疗解决方案
索尼奥林巴斯医疗解决方案有限公司（英语: Sony Olympus Medical Medical、日语:ソニー・オリンパスメディカルソリューションズ株式会社）是一家日本医疗设备制造商，总部位于东京八王子市。
该公司由索尼成像产品及解决方案和奥林巴斯合资，索尼出资比例为51% ，奥林巴斯为49%，开发和销售方面由奥林巴斯主导。